# Homaspis cavata
Homaspis cavata är en stekelart som beskrevs av Barron 1990. Homaspis cavata ingår i släktet Homaspis och familjen brokparasitsteklar. Inga underarter finns listade i Catalogue of Life.